# Villematier
Villematier est une commune française située dans le sud-ouest de la France, dans le nord-est du département de la Haute-Garonne, en région Occitanie. Elle se situe dans le nord-est de la Haute-Garonne, à proximité de Villemur-sur-Tarn, et à une trentaine de kilomètres au nord de Toulouse.
Sur le plan historique et culturel, la commune est dans le Frontonnais, un pays entre Garonne et Tarn constitué d'une succession de terrasses caillouteuses qui ont donné naissance à de riches terroirs, réputés pour leus vins et leurs fruits. Exposée à un climat océanique altéré, elle est drainée par le Tarn, le Crève-Cor, le Rieutort, Riou Tort, le ruisseau de Mont Auriol et par divers autres petits cours d'eau. La commune possède un patrimoine naturel remarquable : un site Natura 2000 (Les « vallées du Tarn, de l'Aveyron, du Viaur, de l'Agout et du Gijou ») et une zone naturelle d'intérêt écologique, faunistique et floristique.
Villematier est une commune rurale qui compte 1 116 habitants en 2022, après avoir connu une forte hausse de la population depuis 1962. Elle fait partie de l'aire d'attraction de Toulouse. Ses habitants sont appelés les Villematiérains ou  Villematiéraines.

## Géographie

### Localisation
- 1Carte dynamique
- 2Carte OpenStreetMap
- 3Carte topographique
- 4Carte avec les communes environnantes

La commune de Villematier se trouve dans le département de la Haute-Garonne, en région Occitanie.
Elle se situe à 26 km à vol d'oiseau de Toulouse, préfecture du département, et à 4 km de Villemur-sur-Tarn, bureau centralisateur du canton de Villemur-sur-Tarn dont dépend la commune depuis 2015 pour les élections départementales.
La commune fait en outre partie du bassin de vie de Villemur-sur-Tarn.
Les communes les plus proches sont : 
Bondigoux (2,8 km), La Magdelaine-sur-Tarn (3,3 km), Layrac-sur-Tarn (3,8 km), Villemur-sur-Tarn (4,1 km), Mirepoix-sur-Tarn (5,3 km), Vacquiers (6,1 km), Villaudric (6,2 km), Montjoire (6,8 km).
Sur le plan historique et culturel, Villematier fait partie du Frontonnais, un pays entre Gaonne et Tarn constitué d'une succession de terrasses caillouteuses qui ont donné naissance à de riches terroirs, réputés pour leus vins et leurs fruits.
Villematier est limitrophe de cinq autres communes.
Les communes limitrophes sont  Bondigoux, La Magdelaine-sur-Tarn, Vacquiers, Villemur-sur-Tarn et Villeneuve-lès-Bouloc.
|                       | Villemur-sur-Tarn |                        |
|                       | Villematier       | Bondigoux              |
| Villeneuve-lès-Bouloc | Vacquiers         | La Magdelaine-sur-Tarn |

### Géologie et relief
La superficie de la commune est de 1 496 hectares ; son altitude varie de 85  à   156 mètres.

### Hydrographie

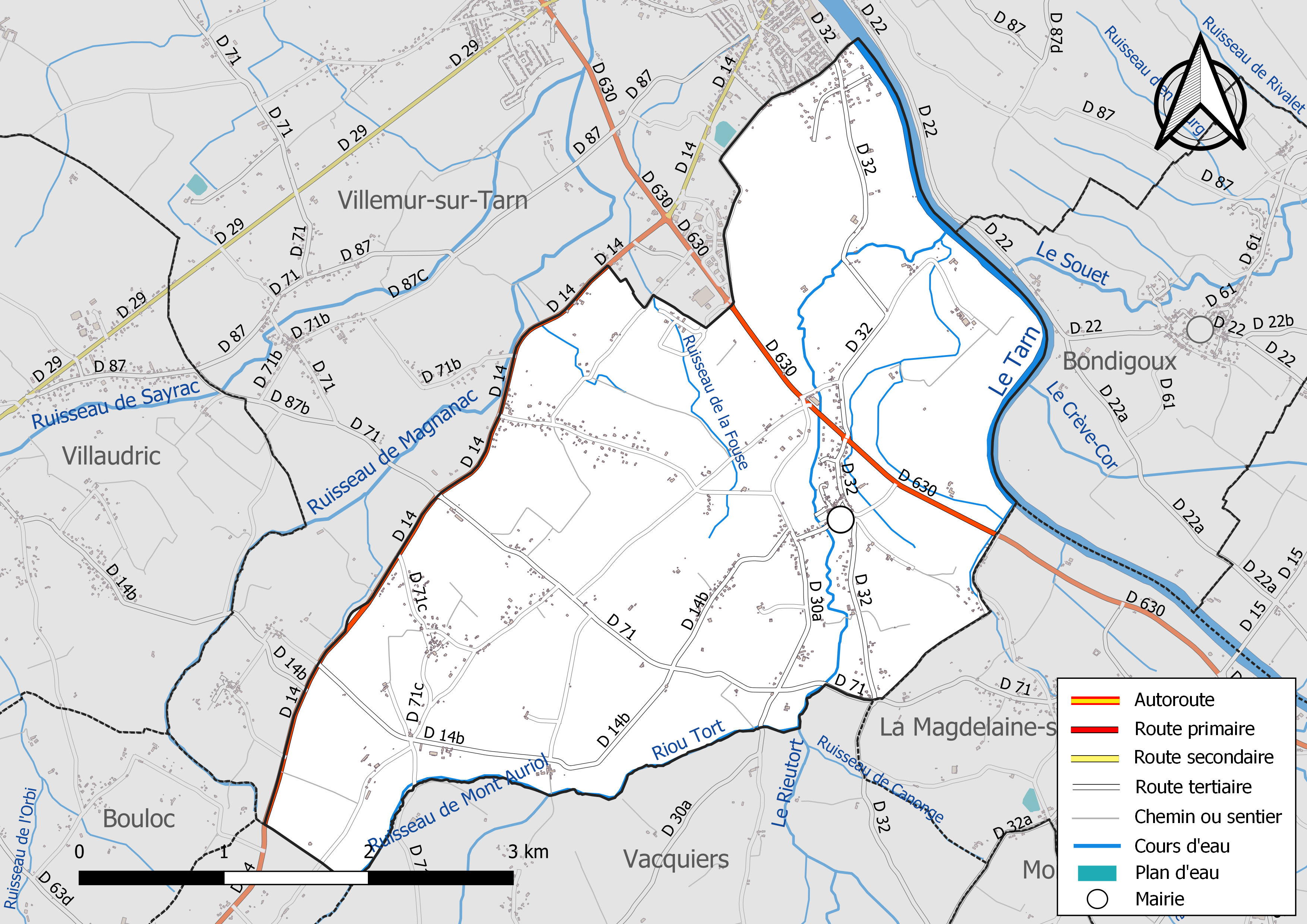
Réseaux hydrographique et routier de Villematier.

La commune est dans le bassin de la Garonne, au sein du bassin hydrographique Adour-Garonne. Elle est drainée par le Tarn, le Crève-Cor, le Rieutort, Riou Tort, le ruisseau de Mont Auriol, le ruisseau de la Fouse, le ruisseau de Martigne et par divers petits cours d'eau, constituant un réseau hydrographique de 19 km de longueur totale,.
Le Tarn, d'une longueur totale de 380 km, prend sa source sur le mont Lozère, dans le nord de la commune du Pont de Montvert - Sud Mont Lozère en Lozère, et se jette dans la Garonne à Saint-Nicolas-de-la-Grave, en Tarn-et-Garonne.

### Climat
Pour des articles plus généraux, voir Climat de l'Occitanie et Climat de la Haute-Garonne.
En 2010, le climat de la commune est de type climat du Bassin du Sud-Ouest, selon une étude s'appuyant sur une série de données couvrant la période 1971-2000. En 2020, Météo-France publie une typologie des climats de la France métropolitaine dans laquelle la commune est exposée à un climat océanique altéré et est dans la région climatique Aquitaine, Gascogne, caractérisée par une pluviométrie abondante au printemps, modérée en automne, un faible ensoleillement au printemps, un été chaud (19,5 °C), des vents faibles, des brouillards fréquents en automne et en hiver et des orages fréquents en été (15 à 20 jours).
Pour la période 1971-2000, la température annuelle moyenne est de 13,2 °C, avec une amplitude thermique annuelle de 16,1 °C. Le cumul annuel moyen de précipitations est de 741 mm, avec 10 jours de précipitations en janvier et 5,5 jours en juillet. Pour la période 1991-2020, la température moyenne annuelle observée sur la station météorologique la plus proche, située sur la commune de Blagnac à 23 km à vol d'oiseau, est de 14,2 °C et le cumul annuel moyen de précipitations est de 627,0 mm,. Pour l'avenir, les paramètres climatiques de la commune estimés pour 2050 selon différents scénarios d'émission de gaz à effet de serre sont consultables sur un site dédié publié par Météo-France en novembre 2022.

### Milieux naturels et biodiversité

#### Réseau Natura 2000

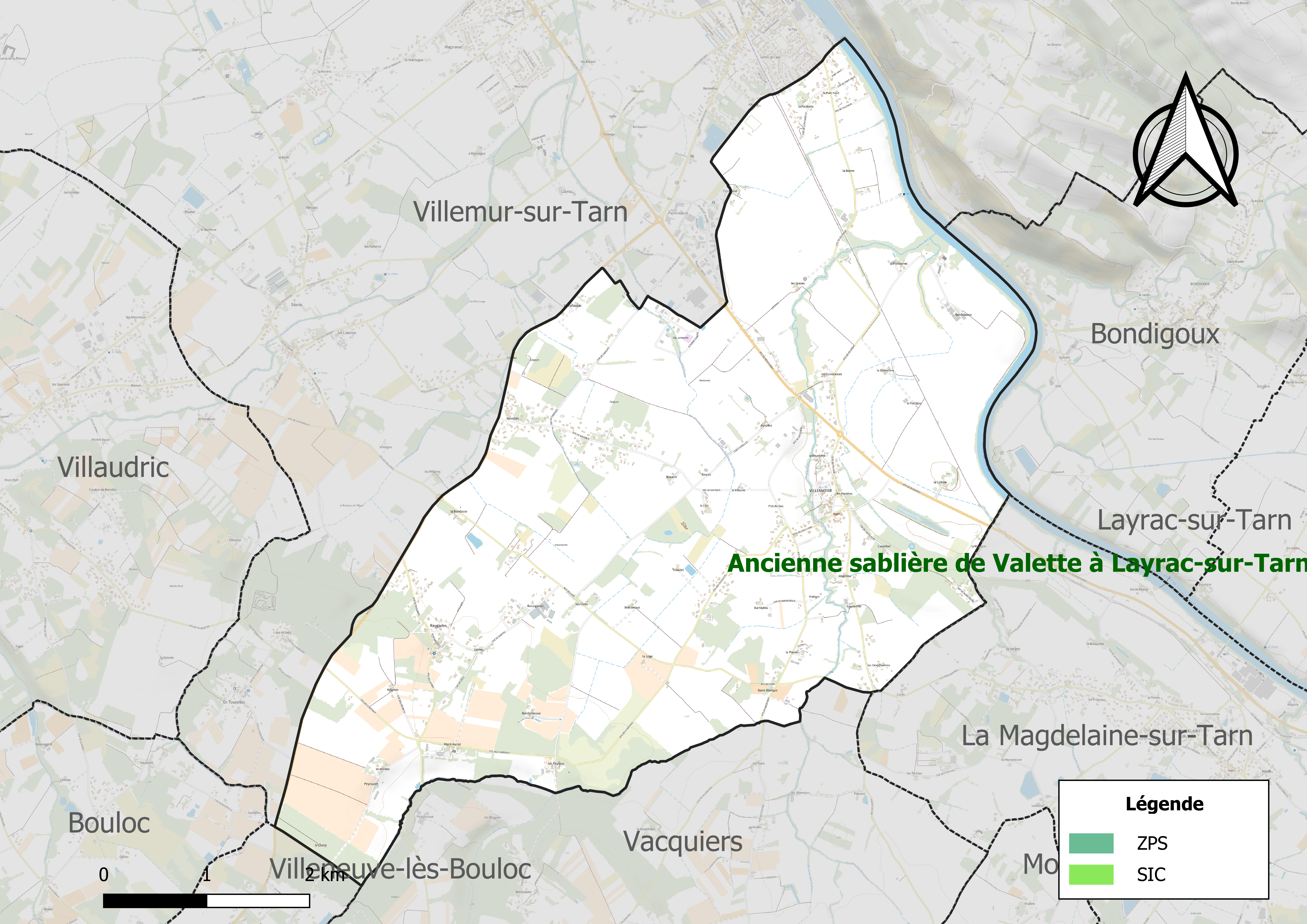
Site Natura 2000 sur le territoire communal.

Le réseau Natura 2000 est un réseau écologique européen de sites naturels d'intérêt écologique élaboré à partir des directives habitats et oiseaux, constitué de zones spéciales de conservation (ZSC) et de zones de protection spéciale (ZPS).
Un site Natura 2000 a été défini sur la commune au titre de la directive habitats : Les « vallées du Tarn, de l'Aveyron, du Viaur, de l'Agout et du Gijou », d'une superficie de 17 144 ha, s'étendant sur 136 communes dont 41 dans l'Aveyron, 8 en Haute-Garonne, 50 dans le Tarn et 37 dans le Tarn-et-Garonne. Elles présentent une très grande diversité d'habitats et d'espèces dans ce vaste réseau de cours d'eau et de gorges. La présence de la Loutre d'Europe et de la moule perlière d'eau douce est également d'un intérêt majeur.

#### Zones naturelles d'intérêt écologique, faunistique et floristique

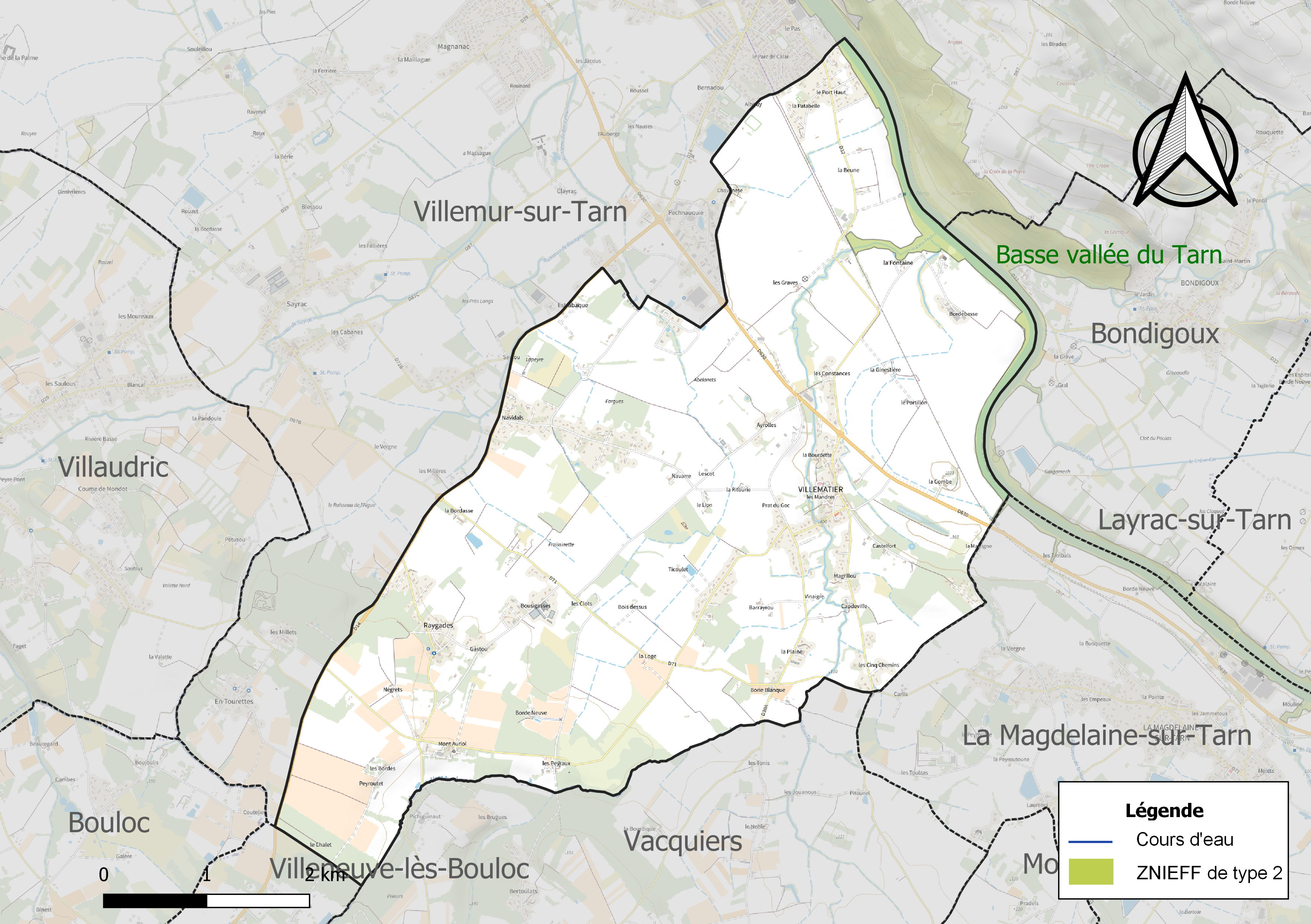
Carte de la ZNIEFF de type 2 localisée sur la commune.

L’inventaire des zones naturelles d'intérêt écologique, faunistique et floristique (ZNIEFF) a pour objectif de réaliser une couverture des zones les plus intéressantes sur le plan écologique, essentiellement dans la perspective d’améliorer la connaissance du patrimoine naturel national et de fournir aux différents décideurs un outil d’aide à la prise en compte de l’environnement dans l’aménagement du territoire.
Une ZNIEFF de type 2 est recensée sur la commune :
la « basse vallée du Tarn » (3 623 ha), couvrant 49 communes dont huit dans la Haute-Garonne, 20 dans le Tarn et 21 dans le Tarn-et-Garonne.

## Urbanisme

### Typologie
Au 1er janvier 2024, Villematier est catégorisée commune rurale à habitat dispersé, selon la nouvelle grille communale de densité à sept niveaux définie par l'Insee en 2022.
Elle est située hors unité urbaine. Par ailleurs la commune fait partie de l'aire d'attraction de Toulouse, dont elle est une commune de la couronne,. Cette aire, qui regroupe 527 communes, est catégorisée dans les aires de 700 000 habitants ou plus (hors Paris),.

### Occupation des sols
L'occupation des sols de la commune, telle qu'elle ressort de la base de données européenne d’occupation biophysique des sols Corine Land Cover (CLC), est marquée par l'importance des territoires agricoles (89,9 % en 2018), en diminution par rapport à 1990 (92,8 %). La répartition détaillée en 2018 est la suivante : 
terres arables (71,5 %), zones agricoles hétérogènes (10,7 %), cultures permanentes (7 %), zones urbanisées (6,1 %), eaux continentales (2,1 %), forêts (1,7 %), prairies (0,7 %), zones industrielles ou commerciales et réseaux de communication (0,2 %). L'évolution de l’occupation des sols de la commune et de ses infrastructures peut être observée sur les différentes représentations cartographiques du territoire : la carte de Cassini (XVIIIe siècle), la carte d'état-major (1820-1866) et les cartes ou photos aériennes de l'IGN pour la période actuelle (1950 à aujourd'hui).

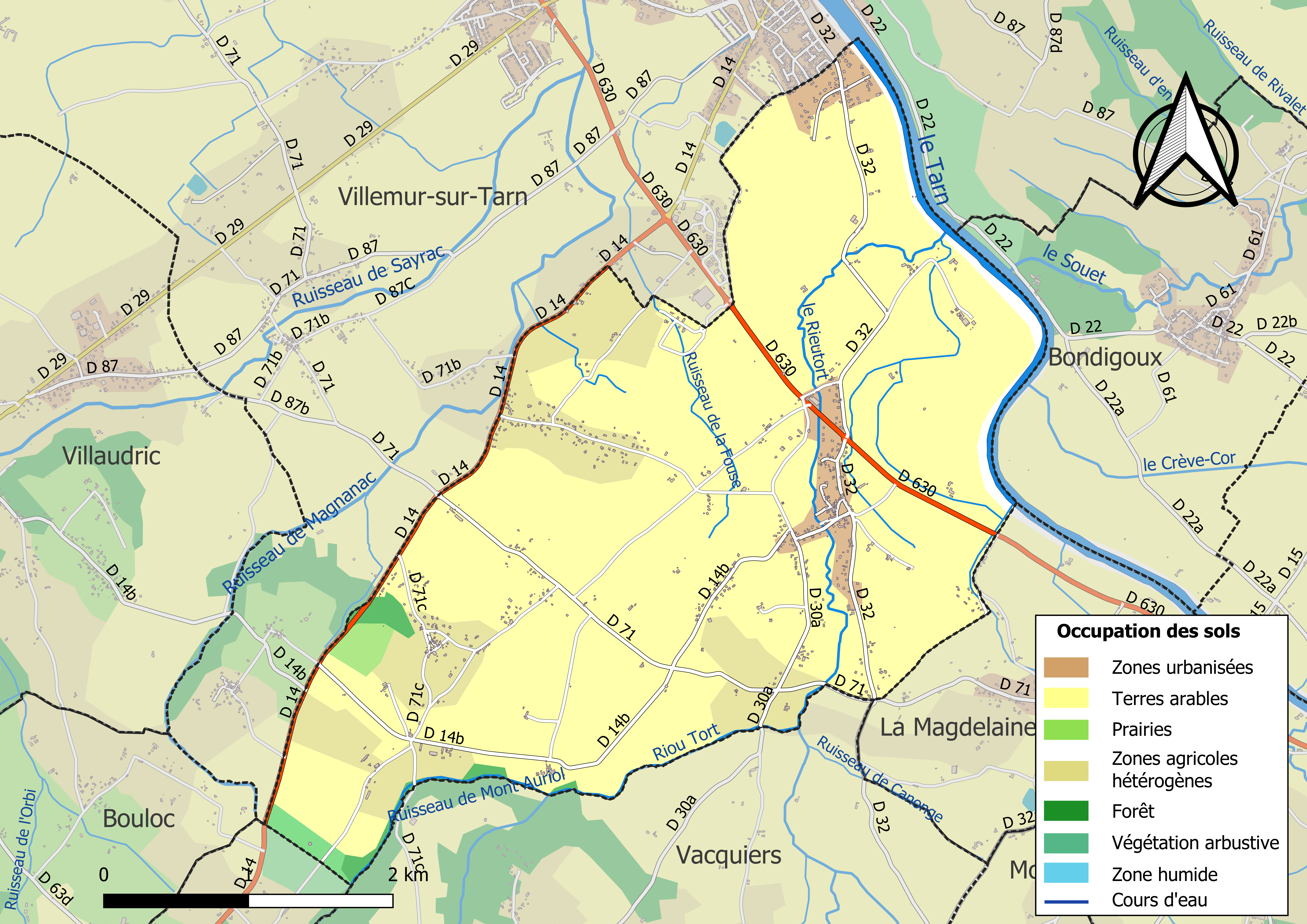
Carte des infrastructures et de l'occupation des sols de la commune en 2018 (CLC).

### Morphologie urbaine
Le centre-village regroupe la majorité des habitations de la commune. Cependant, on compte deux hameaux sur la commune : le hameau de Raygades, sur la route de Toulouse, ainsi que la continuité du quartier du Parc de Calar (faisant partie de Villemur-sur-Tarn), au nord-ouest du territoire de Villematier. Le reste des habitations se situent le long des principales routes de la commune.

### Logement
En 2014, le nombre total de logements dans la commune était de 471, alors qu'il était de 430 en 2009.
Parmi ces logements, 90,9 % étaient des résidences principales, 2,5 % des résidences secondaires et 6,6 % des logements vacants. Ces logements étaient pour 95,3 % d'entre eux des maisons individuelles et pour 4,7 % des appartements.
La proportion des résidences principales, propriétés de leurs occupants était de 85,7 %, en légère baisse par rapport à 2009 (86,6 %). La part de logements HLM loués vides était de 3 % en 2014, en très légère hausse par rapport à 2009 (2,8 %), leur nombre augmentant de 2 logements supplémentaires (de 11 à 13).

### Voies de communication et transports

#### Voies de communication
Villematier est traversé par la route départementale 630 (ex-route nationale 630), qui relie Villemur-sur-Tarn à Lavaur. Elle est accessible par la sortie  4 - Gémil de l'autoroute A68.

#### Transports
La ligne 352 du réseau Arc-en-Ciel relie le centre de la commune à la gare routière de Toulouse depuis Villemur-sur-Tarn, et la ligne 717 du réseau liO relie la route de Castres à la gare de Montauban et à la gare de Saint-Sulpice.
La commune est située à proximité des gares du réseau TER Occitanie de Saint-Sulpice et de Castelnau-d'Estrétefonds.

### Risques naturels et technologiques
La commune est située en zone inondable, du fait du passage du Tarn au nord de la commune. Villematier est également concernée par un risque de mouvements de terrains, et par un risque très faible (1/5) de séismes.

## Histoire
Avant 1907, Villematier était une section de la commune voisine de Villemur-sur-Tarn. Elle a donc été soustraite de celle-ci par la loi du 12 juillet 1907 et les articles 9 et 44 de la loi du 5 avril 1884 (loi municipale). Le décret du 22 juillet 1907, nomme une délégation spéciale pour remplir les fonctions de Conseil municipal.

## Politique et administration

### Tendances politiques et résultats
Politiquement, Villematier semble être une commune avec une sensibilité de droite, avec une montée récente de l'extrême droite sur la commune.
A titre d'exemple, lors de l'élection présidentielle de 2017, à Villematier, au premier tour, c'est Marine Le Pen qui l'avait emporté avec 31,52 % des voix (un des records du secteur), suivi par Emmanuel Macron avec 21,62 % des voix, par François Fillon avec 17,71 % des voix et enfin par Jean-Luc Mélenchon avec 15,34 % des voix. Au second tour, c'est Emmanuel Macron qui l'avait emporté de justesse face à Marine Le Pen avec 51,64 % des voix contre 48,36 %.

### Administration municipale
Le nombre d'habitants au recensement de 2011 étant compris entre 500 et 1 499 habitants, le nombre de membres du conseil municipal pour l'élection de 2014 est de quinze,.

### Liste des maires
| Période                                  | Période  | Identité             | Étiquette | Qualité  |
| ---------------------------------------- | -------- | -------------------- | --------- | -------- |
| mars 1922                                | 1938     | Ernest Ramondou      |           |          |
| mars 1938                                | 1945     | Pierre Saint-Plancat |           |          |
| mars 1945                                | 1977     | Jean Isalier         |           |          |
| mars 1977                                | 1995     | Henri Ramondou       | PS        |          |
| mars 1995                                | 2002     | Danièle Roux         |           |          |
| mars 2001                                | 2008     | Laurence Gombert     |           |          |
| 2008                                     | En cours | Jean-Michel Jilibert | DVD       | Retraité |
| Les données manquantes sont à compléter. |          |                      |           |          |

### Rattachements administratifs et électoraux
Villematier est située en région Occitanie, dans le département de la Haute-Garonne et l'arrondissement de Toulouse.
La commune est membre du canton de Villemur-sur-Tarn, qui comptait, avant le redécoupage cantonal de 2014, quelque 7 communes, toutes situées autour du village, alors qu'aujourd'hui ce canton compte 19 communes, allant jusqu'à Bessières, Gargas, ou encore Villeneuve-lès-Bouloc et Castelnau-d'Estrétefonds. En 2014, le canton du nord de la Haute-Garonne comptait plus de 40 000 habitants.
La commune fait partie, depuis 2010 et le redécoupage des circonscriptions dans le département, de la cinquième circonscription de la Haute-Garonne. Celle-ci englobe le nord-est du département, et les communes de Villemur-sur-Tarn, Fronton, Grenade, et descend même jusqu'à l'agglomération toulousaine, avec Castelginest et Fenouillet, entre autres. Au vu des résultats récents, la circonscription semble avoir une sensibilité de gauche. Le député du secteur est, en 2018, Jean-François Portarrieu, issu du parti La République En Marche. Avant 2010, la commune faisait partie de la deuxième circonscription de la Haute-Garonne.
Villematier fait également partie de la Communauté de communes du Val'Aïgo, qui regroupe huit communes, toutes situées dans le canton de Villemur-sur-Tarn, en Haute-Garonne. Villemur est par ailleurs le bureau centralisateur de l'intercommunalité, qui compte également comme membres Bessières, La Magdelaine-sur-Tarn ou encore Mirepoix-sur-Tarn. Avec moins de 15 000 habitants en 2015, la communauté de communes est la plus petite de la Haute-Garonne en nombre d'habitants.

### Politique environnementale
Le ramassage des déchets ménagers, plastiques et verts est assuré par la Communauté de Communes de Val'Aïgo.

## Population et société

### Démographie
L'évolution du nombre d'habitants est connue à travers les recensements de la population effectués dans la commune depuis 1911. Pour les communes de moins de 10 000 habitants, une enquête de recensement portant sur toute la population est réalisée tous les cinq ans, les populations de référence des années intermédiaires étant quant à elles estimées par interpolation ou extrapolation. Pour la commune, le premier recensement exhaustif entrant dans le cadre du nouveau dispositif a été réalisé en 2004.

En 2022, la commune comptait 1 116 habitants, en évolution de +8,24 % par rapport à 2016 (Haute-Garonne : +8,02 %, France hors Mayotte : +2,11 %).
| 1911 | 1921 | 1926 | 1931 | 1936 | 1946 | 1954 | 1962 | 1968 |
| ---- | ---- | ---- | ---- | ---- | ---- | ---- | ---- | ---- |
| 463  | 413  | 428  | 414  | 530  | 542  | 551  | 557  | 652  |

| 1975 | 1982 | 1990 | 1999 | 2004 | 2006 | 2009 | 2014  | 2019  |
| ---- | ---- | ---- | ---- | ---- | ---- | ---- | ----- | ----- |
| 714  | 827  | 828  | 861  | 900  | 920  | 996  | 1 025 | 1 083 |

| 2022  | - | - | - | - | - | - | - | - |
| ----- | - | - | - | - | - | - | - | - |
| 1 116 | - | - | - | - | - | - | - | - |

| selon la population municipale des années : | 1968 | 1975 | 1982 | 1990 | 1999 | 2006 | 2009 | 2013 |
| Rang de la commune dans le département      | 118  | 123  | 135  | 142  | 152  | 164  | 160  | 160  |
| Nombre de communes du département           | 592  | 582  | 586  | 588  | 588  | 588  | 589  | 589  |

### Enseignement
Villematier fait partie de l'académie de Toulouse. L'éducation est assurée sur la commune par un groupe scolaire : maternelle et primaire. La commune fait partie du secteur du collège Albert Camus de Villemur-sur-Tarn, ainsi que du lycée Pierre Bourdieu de Fronton.

### Manifestations culturelles et festivités
La commune est animée par un comité des fêtes.

### Santé
Villematier ne compte pas de médecin généraliste, mais il en existe sur les communes voisines de Villemur-sur-Tarn, Bondigoux ou encore Villaudric. Les centres hospitaliers les plus proches sont situés à Toulouse, Saint-Sulpice-la-Pointe et Montauban, et la clinique la plus proche à L'Union.

### Sports
La pétanque est pratiquée sur la commune, ainsi que la chasse.

### Médias
La commune édite un bulletin bi-annuel d'informations. Elle est couverte par France 3 Occitanie et par l'édition locale nord-est de la Haute-Garonne de La Dépêche du Midi.

### Cultes
La commune compte une église catholique, l'église Saint-Pierre des Liens.

## Économie

### Revenus
En 2018  (données Insee publiées en septembre 2021), la commune compte 448 ménages fiscaux, regroupant 1 106 personnes. La médiane du revenu disponible par unité de consommation est de 23 270 € (23 140 € dans le département).

### Revenus de la population et fiscalité
En 2014, le revenu fiscal médian par ménage était de 22 333 €. Pour des raisons de secret statistique, le nombre de ménages fiscaux imposables n'est pas précisé sur le site de l'INSEE.

### Emploi
|                | 2008  | 2013  | 2018  |
| -------------- | ----- | ----- | ----- |
| Commune        | 4,9 % | 6,6 % | 6,2 % |
| Département    | 7,7 % | 9,6 % | 9,3 % |
| France entière | 8,3 % | 10 %  | 10 %  |

En 2018, la population âgée de 15 à 64 ans s'élève à 666 personnes, parmi lesquelles on compte 78,4 % d'actifs (72,2 % ayant un emploi et 6,2 % de chômeurs) et 21,6 % d'inactifs,. Depuis 2008, le taux de chômage communal (au sens du recensement) des 15-64 ans est inférieur à celui de la France et du département.
La commune fait partie de la couronne de l'aire d'attraction de Toulouse, du fait qu'au moins 15 % des actifs travaillent dans le pôle,. Elle compte 233 emplois en 2018, contre 179 en 2013 et 164 en 2008. Le nombre d'actifs ayant un emploi résidant dans la commune est de 489, soit un indicateur de concentration d'emploi de 47,7 % et un taux d'activité parmi les 15 ans ou plus de 60,9 %.
Sur ces 489 actifs de 15 ans ou plus ayant un emploi, 85 travaillent dans la commune, soit 17 % des habitants. Pour se rendre au travail, 93,8 % des habitants utilisent un véhicule personnel ou de fonction à quatre roues, 0,8 % les transports en commun, 1,8 % s'y rendent en deux-roues, à vélo ou à pied et 3,6 % n'ont pas besoin de transport (travail au domicile).

### Activités hors agriculture

#### Secteurs d'activités
87 établissements sont implantés  à Villematier au 31 décembre 2019. Le tableau ci-dessous en détaille le nombre par secteur d'activité et compare les ratios avec ceux du département,.
| Secteur d'activité                                                                                        | Commune | Commune | Département |
| Secteur d'activité                                                                                        | Nombre  | %       | %           |
| --- | ------- | ------- | ----------- |
| Ensemble                                                                                                  | 87      | 100 %   | (100 %)     |
| Industrie manufacturière, industries extractives et autres                                                | 5       | 5,7 %   | (5,7 %)     |
| Construction                                                                                              | 23      | 26,4 %  | (12 %)      |
| Commerce de gros et de détail, transports, hébergement et restauration                                    | 27      | 31 %    | (25,9 %)    |
| Information et communication                                                                              | 1       | 1,1 %   | (4,1 %)     |
| Activités financières et d'assurance                                                                      | 1       | 1,1 %   | (3,8 %)     |
| Activités immobilières                                                                                    | 5       | 5,7 %   | (4,2 %)     |
| Activités spécialisées, scientifiques et techniques et activités de services administratifs et de soutien | 14      | 16,1 %  | (19,8 %)    |
| Administration publique, enseignement, santé humaine et action sociale                                    | 4       | 4,6 %   | (16,6 %)    |
| Autres activités de services                                                                              | 7       | 8 %     | (7,9 %)     |

Le secteur du commerce de gros et de détail, des transports, de l'hébergement et de la restauration est prépondérant sur la commune puisqu'il représente 31 % du nombre total d'établissements de la commune (27 sur les 87 entreprises implantées  à Villematier), contre 25,9 % au niveau départemental.

#### Entreprises et commerces
Les cinq entreprises ayant leur siège social sur le territoire communal qui génèrent le plus de chiffre d'affaires en 2020 sont : 
- Automobiles David Betton, commerce de voitures et de véhicules automobiles légers (1 325 k€)
- Gasbarri Nello Impressions, autre imprimerie (labeur) (623 k€)
- Garage David Betton, entretien et réparation de véhicules automobiles légers (364 k€)
- Mv2 Evenements, arts du spectacle vivant (53 k€)
- Nas Auto, entretien et réparation de véhicules automobiles légers (41 k€)

Au 31 décembre 2015, Villematier comptait 99 établissements : 17 dans l’agriculture-sylviculture-pêche, 6 dans l'industrie, 18 dans la construction, 52 dans le commerce-transports-services divers et 6 étaient relatifs au secteur administratif.
En 2016, 7 entreprises ont été créées à Villematier, dont 5 par des autoentrepreneurs.

### Agriculture
La commune est dans le Lauragais, une petite région agricole occupant le nord-est du département de la Haute-Garonne, dont les coteaux portent des grandes cultures en sec avec une dominante blé dur et tournesol. En 2020, l'orientation technico-économique de l'agriculture  sur la commune est la polyculture et/ou le polyélevage.
|               | 1988  | 2000 | 2010 | 2020 |
| ------------- | ----- | ---- | ---- | ---- |
| Exploitations | 49    | 29   | 18   | 21   |
| SAU (ha)      | 1 045 | 776  | 695  | 995  |

Le nombre d'exploitations agricoles en activité et ayant leur siège dans la commune est passé de 49 lors du recensement agricole de 1988  à 29 en 2000 puis à 18 en 2010 et enfin à 21 en 2020, soit une baisse de 57 % en 32 ans. Le même mouvement est observé à l'échelle du département qui a perdu pendant cette période 57 % de ses exploitations,. La surface agricole utilisée sur la commune a également diminué, passant de 1 045 ha en 1988 à 995 ha en 2020. Parallèlement la surface agricole utilisée moyenne par exploitation a augmenté, passant de 21 à 47 ha.
Le secteur primaire tient une part importante dans la commune, du fait de la faible taille du centre-ville et de la présence de nombreux terrains agricoles sur la commune. Faisant partie du secteur viticole du Fronton (AOC), on compte également un certain nombre d'exploitations viticoles à Villematier.

## Culture locale et patrimoine

### Lieux et monuments
L'église Saint-Pierre des Liens avec son clocher-mur.

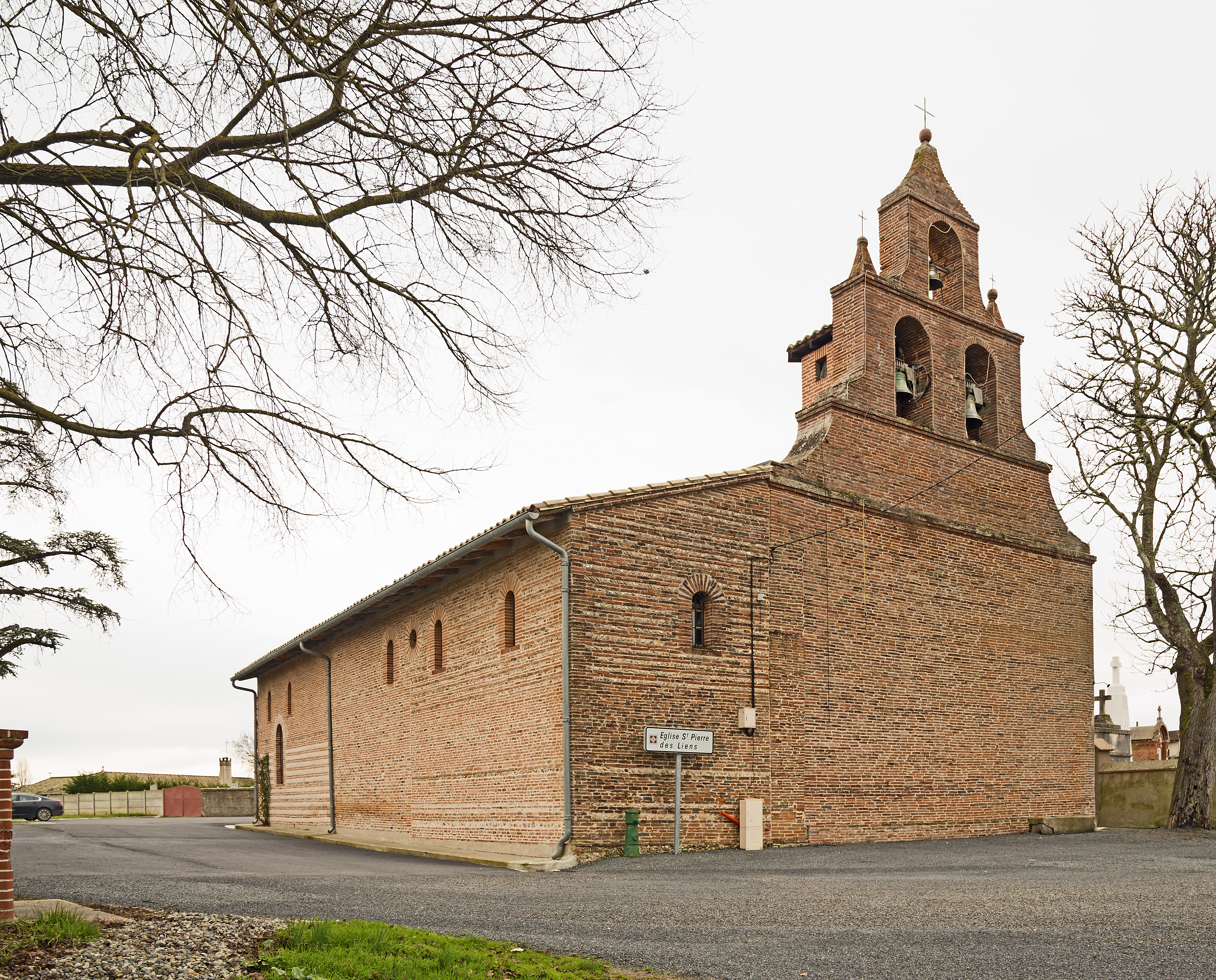
Église Saint-Pierre des Liens.

### Patrimoine culturel
On ne compte pas d'installation culturelle sur la commune (médiathèque par exemple). Cependant, il en existe dans les communes voisines de Fronton et Villemur-sur-Tarn.

### Héraldique
| Blason de Villematier | Blason  | D'or à la cotice ondée en barre d'azur, accompagnée, en chef, de deux pampres de vigne au naturel rangés en barre et, à l'angle dextre du chef, de la mairie-école du lieu de gueules, ouverte et ajourée d'argent et, en pointe, du pigeonnier du lieu de gueules, ajouré de sable et d'un ormeau au naturel, rangés en barre. |
| Blason de Villematier | Détails | La cotice est pour le ruisseau du Rieu Tort qui arrose la commune, la vigne est pour le caractère viticole de Villematier, l'arbre est en souvenir de l'« arbre de Sully » et le champ d'or est pour la production agricole céréalière de la commune. Adopté le 24 juillet 2012.                                                |

## Pour approfondir